# Larisa (Lydie)
Larisa (en grec ancien : Λαρίσα) ou Larissa (Λάρισσα) est une ville de l'ancienne Lydie. Elle se trouve dans le territoire d'Éphèse, sur la rive nord du Caystre, qui traverse là une région des plus fertiles, produisant un excellent type de vin. Elle est située à une distance de 180 stades d'Éphèse et à 30 de Tralles.
À l'époque de Strabon, elle a déjà décliné au rang de village, mais on dit alors qu'elle avait autrefois été une polis (Πόλις), avec un temple d'Apollon.